# 쇼트리지쥐
쇼트리지쥐(Thallomys shortridgei)는 쥐과에 속하는 설치류의 일종이다. 남아프리카공화국에서만 발견된다. 자연 서식지는 아열대 또는 열대 기후 지역의 건조 관목 지대이다.